# Louise Lake-Tack
Louise Lake-Tack (ur. 26 lipca 1944) – gubernator generalny Antigui i Barbudy od 17 lipca 2007 do 13 sierpnia 2014.

## Życiorys
Lake-Tack z wykształcenia jest pielęgniarką i prawniczką. Wyemigrowała do Wielkiej Brytanii, gdzie rozpoczęła studia pielęgniarskie w Charring Cross Hospital. Pracowała jako pielęgniarka National Heart Hospital i the Harley Street Clinic. Następnie podjęła studia prawnicze. Od 1995 była sędzią w Marylebone and Horseferry Magistrate Courts.
Od 24 lat jest członkinią Narodowego Towarzystwa Antigui i Barbudy z siedzibą w Londynie.
14 lipca 2007 rząd premiera Baldwina Spencera zarekomendował jej kandydaturę królowej Elżbiecie II do stanowiska gubernatora generalnego wysp. Louise Lake-Tack została oficjalnie zaprzysiężona 17 lipca 2007. Pełniła funkcję do 13 sierpnia 2014.